# Auksutė Ramanauskaitė-Skokauskienė
Auksutė Ramanauskaitė-Skokauskienė (ur. 14 grudnia 1948 w Wilnie) – litewska inżynier, działaczka społeczna i polityk, posłanka na Sejm Republiki Litewskiej.

## Życiorys
Córka Adolfasa Ramanauskasa, jednego z przywódców powojennej antykomunistycznej partyzantki litewskiej. Przez kilka lat jej rodzina ukrywała się pod przybranym nazwiskiem. W 1956 jej rodzice zostali aresztowani, ojciec w 1957 został zamordowany. Powróciła wówczas do własnego nazwiska, jednocześnie w otrzymanych dokumentach wpisano jej błędną datę urodzenia (16 grudnia 1950).
W 1973 ukończyła studia w Instytucie Politechnicznym w Kownie. Pracowała jako inżynier i główny inżynier w różnych przedsiębiorstwach. Po przemianach politycznych zaangażowała się w działalność społeczną w organizacjach zrzeszających osoby represjonowane w czasach komunistycznych i ich rodziny. Publikowała książki poświęcone działalności jej ojca i litewskiej partyzantce. Działała w partii Litewski Związek Więźniów Politycznych i Zesłańców, z którą dołączyła do Związku Ojczyzny. W latach 2008–2012 z ramienia tego ugrupowania sprawowała mandat posłanki na Sejm.